# Diana Vicezar
Diana Monserrat Vicezar Torres (Asunción, c. 2001) es una activista comunitaria y emprendedora paraguaya. Fundó una organización de protección animal cuando era adolescente, antes de fundar una plataforma en línea y un pódcast. En 2020, fue agregada al Cuadro de Honor del Premio Diana por su trabajo.

## Carrera
En 2017, a los 16 años, fundó Mymba Rayhu, una organización comunitaria en Paraguay centrada en la sostenibilidad y el bienestar animal. Paraguay tiene un gran problema con los perros callejeros o abandonados, así como con la contaminación por plástico. Fundó Mymba Rayhu para construir refugios para estos perros sueltos utilizando materiales totalmente reciclados, especialmente plásticos. En 2018 recibió el Premio a la Excelencia Joven de Asunción. En 2019, la organización contaba con tres capítulos internacionales; en el mismo año, recibió el premio Global Teen Leader Award por el proyecto. En 2020 fue añadida al Cuadro de Honor del Premio Diana por su labor voluntaria.
Mientras era estudiante en Pitzer College, fundó Mapis, una plataforma de carreras en línea. La plataforma tenía como objetivo apoyar a los estudiantes internacionales ayudándolos a acceder a oportunidades profesionales en los Estados Unidos. Su versión beta se lanzó en 2022. Ese mismo año se convirtió en la primera paraguaya en trabajar como pasante de diseño de productos en Meta. En 2023, mientras estudiaba en la University College Cork (Irlanda), Vicezar lanzó un pódcast, 'La Sociedad', el primer pódcast que registra y comparte las experiencias de estudiantes hispanos y latinoamericanos en Irlanda.

## Vida personal
Vicezar es originaria de Asunción. Gran parte de su éxito en el extranjero se debe a una temprana oportunidad de estudiar inglés en los Estados Unidos.